# Clephydroneura hainanensis
Clephydroneura hainanensis är en tvåvingeart som beskrevs av Jiang 1988. Clephydroneura hainanensis ingår i släktet Clephydroneura och familjen rovflugor. Inga underarter finns listade i Catalogue of Life.